# 马尼莱索比尼
马尼莱索比尼（法語：Magny-lès-Aubigny，法語發音：[maɲi lɛ.z‿obiɲi]，意为“欧比尼附近的马尼”）是法国科多尔省的一个市镇，属于博讷区。

## 地理
马尼莱索比尼（47°6'40"N, 5°10'35"E）面积6.99 平方千米，位于法国勃艮第-弗朗什-孔泰大區科多尔省，该省份为法国中东部省份，北起奥布省，西接涅夫勒省和约讷省，南至索恩-卢瓦尔省，东南接汝拉省，东临上索恩省，东北部与上马恩省接壤。
与马尼莱索比尼接壤的市镇（或旧市镇、城区）包括：欧比尼昂普莱讷、索恩河畔沙雷、圣尼古拉莱西托、布拉泽昂普莱讷、埃巴尔。

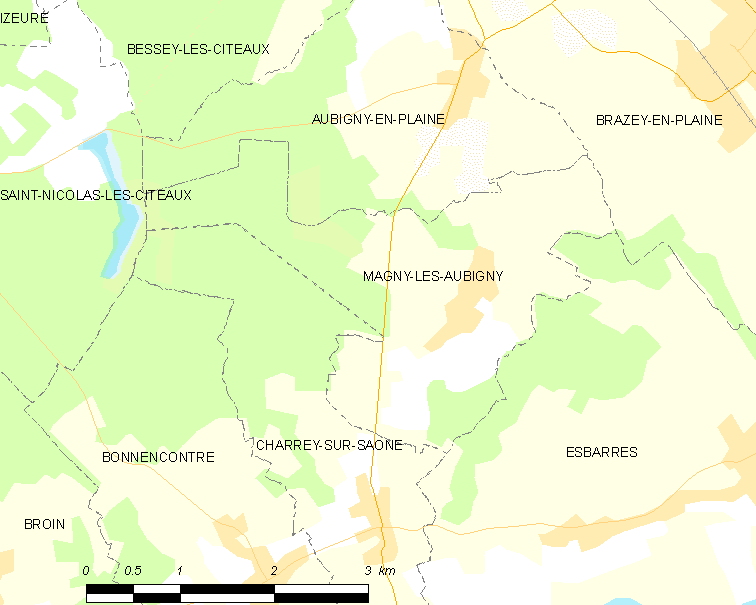
马尼莱索比尼的OSM定位图

马尼莱索比尼的时区为UTC+01:00、UTC+02:00（夏令时）。

## 行政
马尼莱索比尼的邮政编码为21170，INSEE市镇编码为21366。

## 政治
马尼莱索比尼所属的省级选区为布拉泽昂普莱讷县。

## 人口

1962-2008年间马尼莱索比尼人口变化图示

马尼莱索比尼于2022年1月1日时的人口数量为220人。